# Akizuki Tanenaga
Akizuki Tanenaga (秋月 種長, 17 mars 1567 - 19 juillet 1614) est un samouraï et daimyo de la fin de la période Sengoku et du début de l'époque d'Edo.
Tanenaga sert sous le commandement de Kuroda Nagamasa au cours de la campagne de Corée. Il se range du côté d'Ishida Mitsunari lors de la bataille de Sekigahara. Tanenaga est daimyo du domaine de Takanabe dans la province de Hyūga sur l'île de Kyūshū.

## Source de la traduction
- (en) Cet article est partiellement ou en totalité issu de l’article de Wikipédia en anglais intitulé « Akizuki Tanenaga » (voir la liste des auteurs).